# 哥伦比亚铁路桥
哥伦比亚铁路桥（英語：Columbia Railroad Bridge，也叫做“哥伦比亚桥”，"Columbia Bridge"）是费城的一座混凝土拱桥，由CSX運輸运营的铁路线使用，跨过斯库尔基尔河，1920年建成。